# Мектеп (издательство)
«Мекте́п» (рус. школа) — казахстанское издательство, занимающееся выпуском учебников и учебно-методической литературы. Издательство выпускает учебные пособия, хрестоматии, научно-познавательную литературу, книги для внеклассного, внешкольного чтения, рабочие тетради, учебно-методическую, учебно-педагогическую литературу для учителей и родителей на казахском, русском, узбекском и уйгурском языках.

## История
Издательство основано 20 мая 1947 года при Министерстве просвещения СССР и является одним из старейших казахстанских издательств.
На базе издательства в 1990 году было создано издательство «Ана тили».